# Taekwondo-Europameisterschaften 2022
Die Taekwondo-Europameisterschaften 2022 fanden vom 19. bis 22. Mai 2022 in der britischen Stadt Manchester statt. Veranstaltet wurden die Titelkämpfe von der European Taekwondo Union (ETU). Insgesamt fanden 16 Wettbewerbe statt, jeweils acht bei Frauen und Männern in unterschiedlichen Gewichtsklassen.
Erfolgreichste Nation war die Türkei mit fünfmal Gold, zweimal Silber und viermal Bronze, vor Spanien und Frankreich.

## Medaillengewinner

### Frauen
| Gewichtsklasse | Gold               | Silber               | Bronze             |
| -------------- | ------------------ | -------------------- | ------------------ |
| − 46 kg        | Lena Stojković     | Emine Göğebakan      | Michal Zrihen      |
| − 46 kg        | Lena Stojković     | Emine Göğebakan      | Rivka Bayech       |
| − 49 kg        | Merve Dinçel       | Avishag Semberg      | Bruna Duvančić     |
| − 49 kg        | Merve Dinçel       | Avishag Semberg      | Adriana Cerezo     |
| − 53 kg        | Zeliha Ağrıs       | Alma Pérez           | Ela Aydin          |
| − 53 kg        | Zeliha Ağrıs       | Alma Pérez           | Ivana Duvančić     |
| − 57 kg        | Hatice Kübra İlgün | Patrycja Adamkiewicz | Jade Jones         |
| − 57 kg        | Hatice Kübra İlgün | Patrycja Adamkiewicz | Gaida Al Halwani   |
| − 62 kg        | Jone Magdaleno     | Petra Štolbová       | Sarah Chaâri       |
| − 62 kg        | Jone Magdaleno     | Petra Štolbová       | Kimia Alisadeh     |
| − 67 kg        | Cecilia Castro     | Magda Wiet-Hénin     | Aleksandra Perišić |
| − 67 kg        | Cecilia Castro     | Magda Wiet-Hénin     | Lauren Williams    |
| − 73 kg        | Althéa Laurin      | Nika Klepac          | Rebecca McGowan    |
| − 73 kg        | Althéa Laurin      | Nika Klepac          | Marie-Paule Blé    |
| + 73 kg        | Bianca Walkden     | Aleksandra Kowalczuk | Solène Avoulette   |
| + 73 kg        | Bianca Walkden     | Aleksandra Kowalczuk | Nafia Kuş          |

### Männer
| Gewichtsklasse | Gold                 | Silber                | Bronze               |
| -------------- | -------------------- | --------------------- | -------------------- |
| − 54 kg        | Omar Salim           | Görkem Polat          | Deniz Dağdelen       |
| − 54 kg        | Omar Salim           | Görkem Polat          | Josip Teskera        |
| − 58 kg        | Cyrian Ravet         | Jack Woolley          | Vito Dell’Aquila     |
| − 58 kg        | Cyrian Ravet         | Jack Woolley          | Adrián Vicente       |
| − 63 kg        | Hakan Reçber         | Souleyman Alaphilippe | Imran Özkaya         |
| − 63 kg        | Hakan Reçber         | Souleyman Alaphilippe | Joan Jorquera        |
| − 68 kg        | Bradly Sinden        | Javier Pérez          | Théo Lucien          |
| − 68 kg        | Bradly Sinden        | Javier Pérez          | Nimrod Krivitzky     |
| − 74 kg        | Stefan Takov         | Nedžad Husić          | Muhammed Emin Yıldız |
| − 74 kg        | Stefan Takov         | Nedžad Husić          | Badr Achab           |
| − 80 kg        | Simone Alessio       | Edi Hrnic             | Toni Kanaet          |
| − 80 kg        | Simone Alessio       | Edi Hrnic             | Richard Ordemann     |
| − 87 kg        | Ivan Šapina          | Raúl Martínez         | Patrik Divkovič      |
| − 87 kg        | Ivan Šapina          | Raúl Martínez         | Enbiya Taha Biçer    |
| + 87 kg        | Emre Kutalmış Ateşli | Iván García           | Radik İsayev         |
| + 87 kg        | Emre Kutalmış Ateşli | Iván García           | Paško Božić          |

## Medaillenspiegel
| Platz  | Land                    | Gold | Silber | Bronze | Gesamt |
| ------ | ----------------------- | ---- | ------ | ------ | ------ |
| 1      | Türkei                  | 5    | 2      | 4      | 11     |
| 2      | Spanien                 | 2    | 4      | 3      | 9      |
| 3      | Frankreich              | 2    | 2      | 3      | 7      |
| 4      | Kroatien                | 2    | 1      | 5      | 8      |
| 5      | Großbritannien          | 2    | —      | 3      | 5      |
| 6      | Italien                 | 1    | —      | 2      | 3      |
| 7      | Serbien                 | 1    | —      | 1      | 2      |
| 8      | Ungarn                  | 1    | —      | —      | 1      |
| 9      | Polen                   | —    | 2      | —      | 2      |
| 10     | Israel                  | —    | 1      | 2      | 3      |
| 11     | Bosnien und Herzegowina | —    | 1      | —      | 1      |
| 11     | Dänemark                | —    | 1      | —      | 1      |
| 11     | Irland                  | —    | 1      | —      | 1      |
| 11     | Tschechien              | —    | 1      | —      | 1      |
| 15     | Belgien                 | —    | —      | 2      | 2      |
| 15     | Deutschland             | —    | —      | 2      | 2      |
| 17     | Aserbaidschan           | —    | —      | 1      | 1      |
| 17     | Flüchtlingsteam         | —    | —      | 1      | 1      |
| 17     | Norwegen                | —    | —      | 1      | 1      |
| 17     | Portugal                | —    | —      | 1      | 1      |
| 17     | Slowenien               | —    | —      | 1      | 1      |
| Gesamt | Gesamt                  | 16   | 16     | 32     | 64     |